# 소셜웨어
소셜형 그룹웨어, 혹은 소셜웨어(socialware)는 단위 조직의 사용자가 업무를 위해 사용하기 위해 협업 및 소통의 기능을 강조하기 위해 만들어진 소프트웨어이다. 
기존의 그룹웨어, 혹은 협업툴 등과 맞닿아있는 개념인데 기존의 그룹웨어가 조직원의 소통에 대해 경직되어 철저히 업무용으로만 사용된 것과
협업툴의 경우, 너무 간략한 것에 초점이 맞춰져 조직도, 전자결재 등 업무에 필수적인 기능 들이 부족하였기 때문에 이를 상호보완할 목적으로 만들어졌다.
즉 기존의 업무용 그룹웨어(게시판, 전자결재, 조직도)와 SNS(커뮤니티, 채팅, 모바일) 등이 융합된 제 3의 업무도구인 셈이다.
이 같은 개념은 2011년 창립한 타이거컴퍼니 보관됨 2020-01-28 - 웨이백 머신의 '티그리스(TIGRIS)' 보관됨 2020-01-28 - 웨이백 머신 가 이를 사용하기 시작하면서 만들어졌다.
특히 타이거컴퍼니의 티그리스가 만들어진 이후 점차 그룹웨어 시장에서도 소셜형 그룹웨어에 대한 관심이 커져 현재는 상당 수의 그룹웨어 등에서 소셜미디어와 유사한 역할을 수행하는 것을 볼 수 있다. 

## 기능적 측면
소셜웨어는 그 기능적 측면에 비추어 보았을 때 업무보조도구로서의 역할과 사내소통도구로서의 역할을 동시에 수행한다.
- 업무보조도구로서 소셜웨어는 일정한 사안에 대해 공유하고 그로 인해 발생하는 디지털 업무 자산에 대해 사람들 사이에 주고 받을 수 있게 만들어 정보의 공유를 증진시킨다. 그 예로는 다음과 같은 것들이 있다.
  - 전자 메일
  - 전자 결재
  - 커뮤니티(게시판)
  - 파일함(사내 드라이브)
  - 캘린더
  - 근태관리
- 사내소통도구로서 소셜웨어는 상호 소통적인 방식으로 정보의 공유를 증진시키는 한편 그 장벽을 허무는 데 집중한다. 그 예는 다음과 같다.
  - 채팅(대화방)
  - 댓글 및 좋아요 등을 통한 상호반응
  - 프로젝트 관리
  - 피드 및 타임라인

소셜웨어는 대개 웹기반으로 이루어지며, 데스크톱 PC 상의 소프트웨어일 수도 있지만 대개는 클라우드 서버를 통해 제공받는 구독 서비스가 주를 이루고 있다.
또한 최근에는 모바일 사용이 늘어남에 따라 모바일에서 모든 것을 손쉽게 할 수 있는 '올인원 서비스'를 넘어 'AI업무비서'로의 진화가 이루어지고 있다.

## 구분
기술적으로는 다음과 같이 구분할 수 있다.
- 클라우드 기반 소셜웨어
- 구축형 소셜웨어

성격적으로는 다음과 같이 구분할 수 있다.
- 업무 보조 도구
- 지식 공유 도구
- 사내 소통 도구

## 적용
소셜웨어를 도입하는 데 가장 큰 난관은 바로 생소함이다. 기존의 수직적 업무 구조에 적응된 조직의 경우 사내 소통이란 의미가 다른 의미로 받아들여질 수 있고 실제로 사용하는 조직원들에게도 목적에 맞 사용하기 유도하기가 어렵다는 점이다.
하지만 업무와 사생활의 구분이 명확해지고 더 빠른 일처리가 가능해지는만큼 적응하는 조직과 그 구성원에서만큼은 만족도가 뛰어난 편이다. 다만 앞서 말한듯 조직의 성격에 따라 그 결과는 언제든 달라질 수 있기 때문에 도입 전, 조직의 성격을 고려할 필요가 반드시 있다.

## 소셜웨어의 예
소셜웨어는 클라우드 기반 협업 서비스 개념으로 발전을 하고 있다. 물론 대기업의 경우 사내에 서버를 둔 구축형 서비스가 구현되어있지만 자금 사정이 어려운 중소, 중견기업의 경우 대부분 클라우드 형 서비스를 이용한다.

### 상용 소프트웨어
- 티그리스(TIGRIS)

## 읽을거리
- 메트컬프의 법칙
- 정보 기술 관리
- 전자 비즈니스
- 지식 관리
- 프로젝트 관리
- 경영학
- 마케팅